# Карл Антон Ларсен
Карл Антон Ларсен (7 серпня 1860, Естрі Хальсен, область Вестфол, Норвегія — 8 грудня 1924, море Росса) — норвезький полярний дослідник і піонер антарктичного китоловства.
Вивчав можливості китоловства під час свого плавання в Антарктику у ролі капітана судна Язон в 1892—1894 рр. і в ролі капітана судна Антарктік шведської експедиції Отто Норденскьольда в 1901—1903 рр. (обидва рази заходив на Південну Джорджію). Після катастрофи й утрати корабля «Антарктік» біля Антарктичного півострова шведи врятувалися за допомогою аргентинського корвета Уругвай.
1904 року оселився в британському володінні Південна Джорджія (Антарктика).
У  Буенос-Айресі заснував Аргентинську рибну компанію, як її менеджер керував будівництвом у Грютвікені першої китобійної станції в Антарктиці, якою керував від 1904 до 1914 р.
Дружина Ларсена, Андріне, приєдналася до нього разом з їхніми трьома дочками й двома синами в 1905 р. Родина одержала британське підданство, причому у своєму проханні поданому і задовільненому британським Магістратом Південної Джорджії в січні 1910 р., Ларсен заявив:
«Я відмовився від своїх норвезьких громадянських прав і живу тут звідтоді, як почав полювати на китів у цій колонії 16 листопада 1904 р., і я не маю причин бути іншим громадянином, крім як британським, бо я живу й маю намір жити тут ще довго».
Ларсен — одна з найзначніших особистостей в історії Південної Джорджії XX століття. Він сприяв і надавав логістичну підтримку багатьом науковим експедиціям, зокрема експедиції свого друга Ернеста Шеклтона.
1905 року розпочав метеорологічні спостереження в Грютвікені.

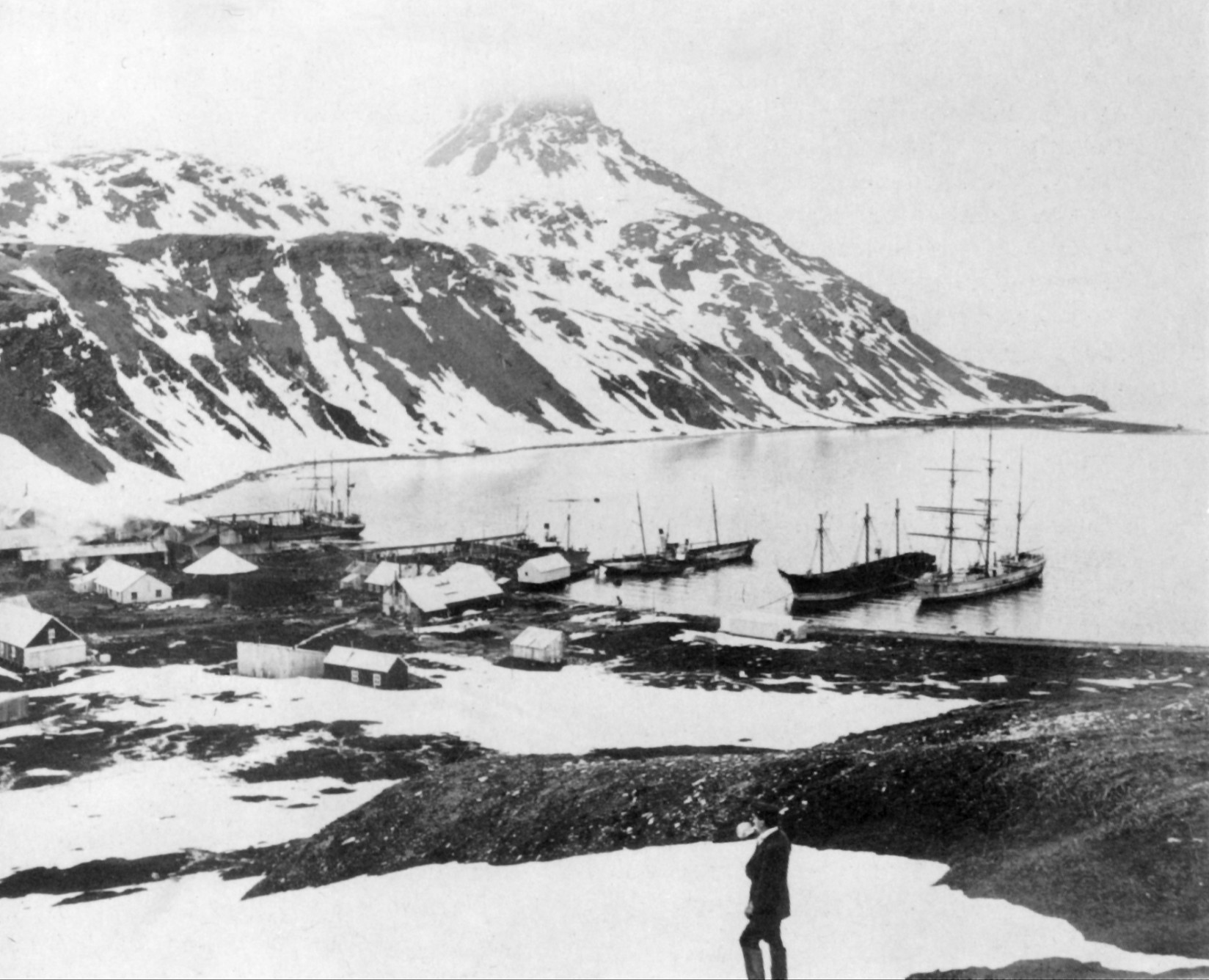
Грютвікен, 1914 р.

1911 року привіз і акліматизував на острові північних оленів (з 2001 р. південноджорджійських оленів доставили й розводять на фермах на Фолклендських островах).
Ларсен побудував першу в Антарктиці церкву, яку привезли з норвезького містечка Стреммен і звели на околиці Грютвікена 1913 року.
Помер у морі Росса, похований у норвезькому місті китобоїв Саннефьорд.
Ім'ям Ларсена названий ряд географічних об'єктів у Антарктиці: шельфовий льодовик Ларсена біля східного узбережжя Антарктичного півострова, відкритий судном Язон 1893 року; канал Ларсена між островами Жуанвіля й Дюрвіля в північно-східному краї Антарктичного півострова; затока Ларсен Харбор, частина фіорду Дригальського в Південній Джорджії; затока Ларсена на східному узбережжі Антарктичного півострова; нунатак Ларсена біля східного берега Антарктичного півострова; мис Ларсена на острові Південна Джорджія; острови Ларсена біля острова Коронейшн (Південні Оркнейські острови); пік Ларсена на острові Туле (Південні Сандвічеві острови); пік Ларсена в Землі Вікторії (Східна Антарктида).